# Ulotrichopus phaeoleuca
Ulotrichopus phaeoleuca är en fjärilsart som beskrevs av George Francis Hampson 1913. Ulotrichopus phaeoleuca ingår i släktet Ulotrichopus och familjen nattflyn. Inga underarter finns listade i Catalogue of Life.